# Aéroport de Banga
L'aéroport de Banga (code OACI : FZCI)     est une piste d'atterrissage desservant le village de Banga dans la province du Kasaï-Occidental, en République démocratique du Congo .